# Wyspa Kamienna
Wyspa Kamienna (ros. Каменный остров – Kamiennyj ostrow) – wyspa w delcie Newy, o powierzchni 10,6 km². Jedna z wysp objętych zabudową miejską Petersburga.

## Położenie
Wyspa położona jest w północnej części delty Newy. Od południa i południowego wschodu oblewają ją wody Małej Newki, od zachodu – Kriestowki, od północnego zachodu – Średniej Newki, od północny i północnego wschodu – Wielkiej Newki. Wielka Newka oddziela wyspę od stałego lądu i historycznego rejonu Nowej Wsi (Nowaja Dieriewnia). Na zachód od Wyspy Kamiennej położona jest Wyspa Jełagina, na południowy zachód – Wyspa Kriestowska, natomiast na południe – Wyspa Aptekarska.    

## Historia i opis

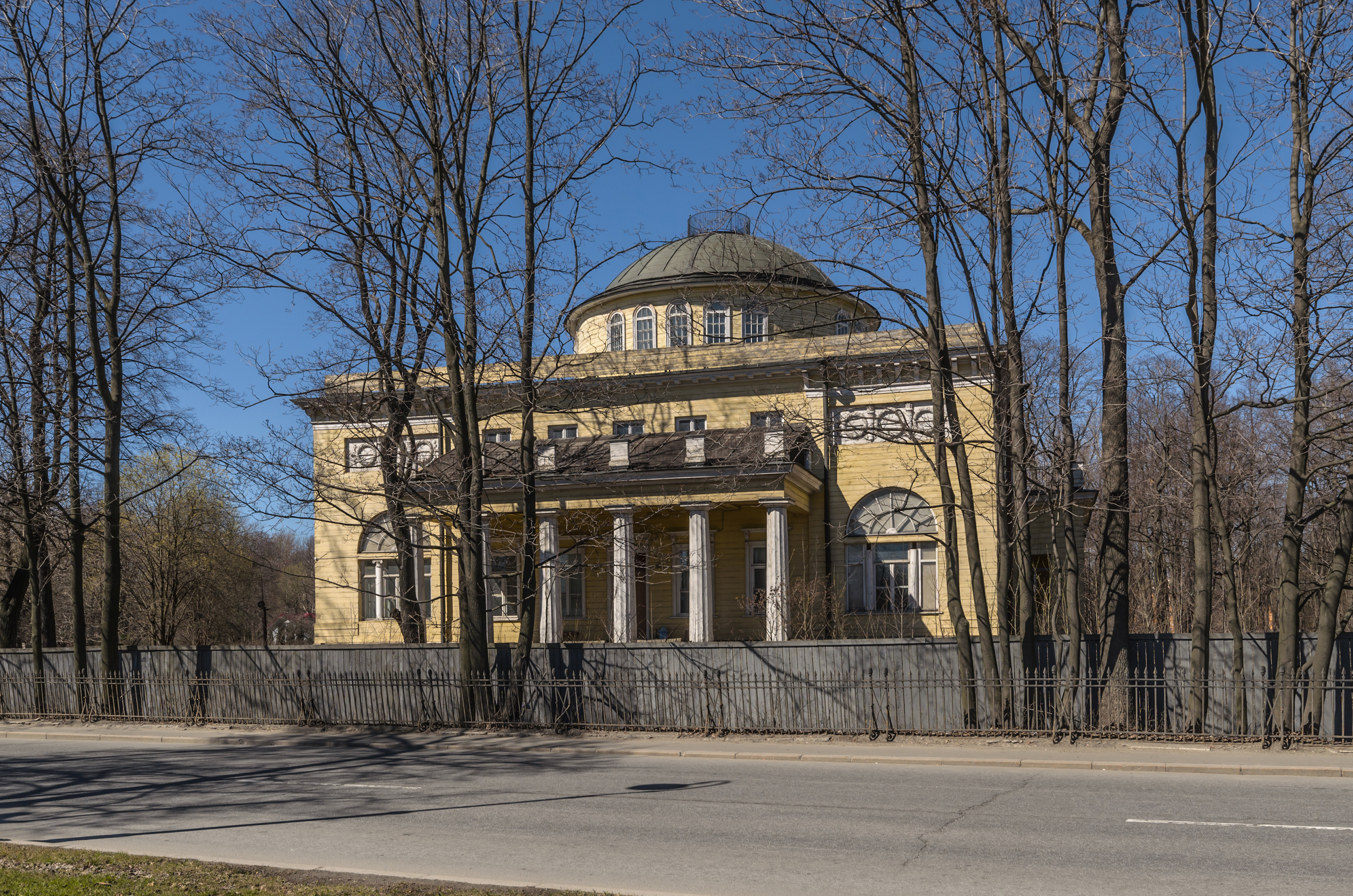
Willa księcia Oldenburskiego

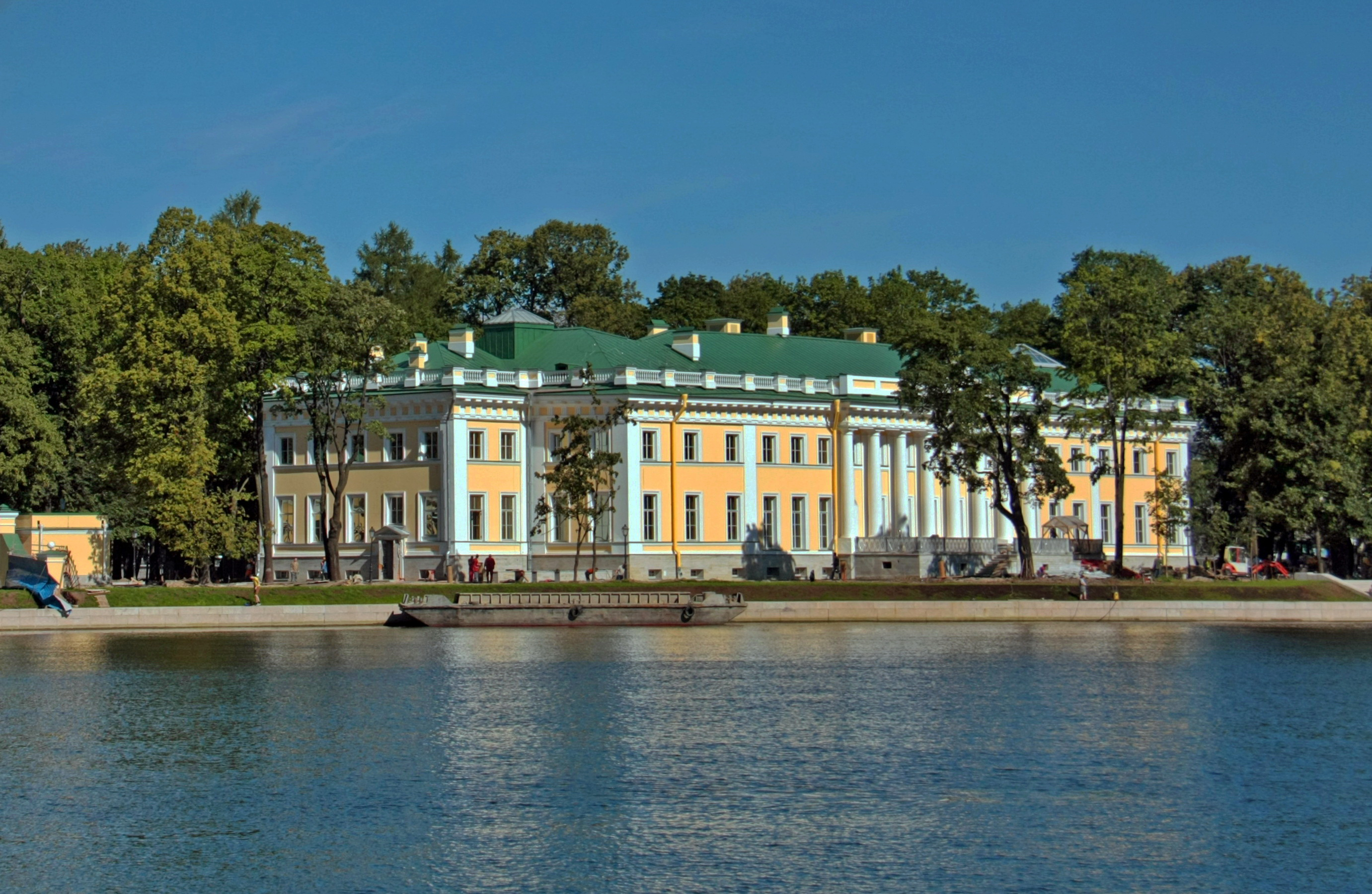
Pałac Kamiennoostrowski (1776-1781)

Na początku XVIII w., we wczesnym etapie budowy Petersburga, Wyspa Kamienna została darowana przez Piotra I kanclerzowi Gawriiłowi Gołowkinowi, który wzniósł na niej swoją rezydencję. Kolejnym właścicielem wyspy był syn kanclerza, dyplomata Aleksandr Gołowkin, z którego inicjatywy na wschodnim krańcu wyspy zbudowany został nowy pałac. Żaden z tych budynków się nie zachował. W 1746 r. wyspa przeszła w ręce kanclerza Aleksieja Bestużewa-Riumina, który nakazał uporządkowanie jej powierzchni, urządzenie parku, przekopanie kanałów i stawów, a także wzniósł dla siebie nowy pałac we wschodniej części wyspy. W 1758 r. Bestużew-Riumin popadł w carską niełaskę, a jego majątek został skonfiskowany. Wyspa Kamienna przeszła na własność skarbu państwa. Siedem lat później przywrócony do łask Bestużew-Riumin odzyskał swoją dawną własność, po czym odsprzedał wyspę z pałacem Katarzynie II, która z kolei darowała ją synowi Pawłowi. Na polecenie carycy w latach 1776-1781 dla następcy tronu na miejscu rezydencji Bestużewa-Riumina zbudowano nowy pałac, nazwany Kamienooostrowskim, w stylu klasycystycznym. W tym samym czasie umocniono zachodni brzeg wyspy. W 1778 r. wzniesiono natomiast cerkiew Narodzenia św. Jana Chrzciciela. W końcu XVIII w. nadal nieuporządkowana wyspa, obok sąsiedniej Wyspy Kriestowskiej, stała się jednym z popularnych miejsc odpoczynku, festynów i zabaw w dni świąteczne. Prace nad urządzeniem parku na wyspie trwały do 1810 r. Wcześniej, za panowania Pawła I na wyspie wydzielono działki, które car przekazywał swoim współpracownikom i dworzanom jako dowód wdzięczności, zakazując im i ich potomkom sprzedaży tej ziemi i ograniczając jej zabudowę. Natomiast Pałac Kamiennoostrowski w latach 1796-1798 był zimową rezydencją byłego króla Polski Stanisława Augusta Poniatowskiego.
Zachodnia część wyspy została zagospodarowana później. W latach 1824 i 1826 r. wzniesiono tam dwie prywatne dacze, zaś w latach 1831-1833 obszerniejszą daczę rodziny Dołgorukich, następnie księcia Piotra Oldenburskiego. W latach 20. XX wieku na wyspie powstał również Teatr Kamiennoostrowski. W 1834 r. wyspę włączono w granice Petersburga.

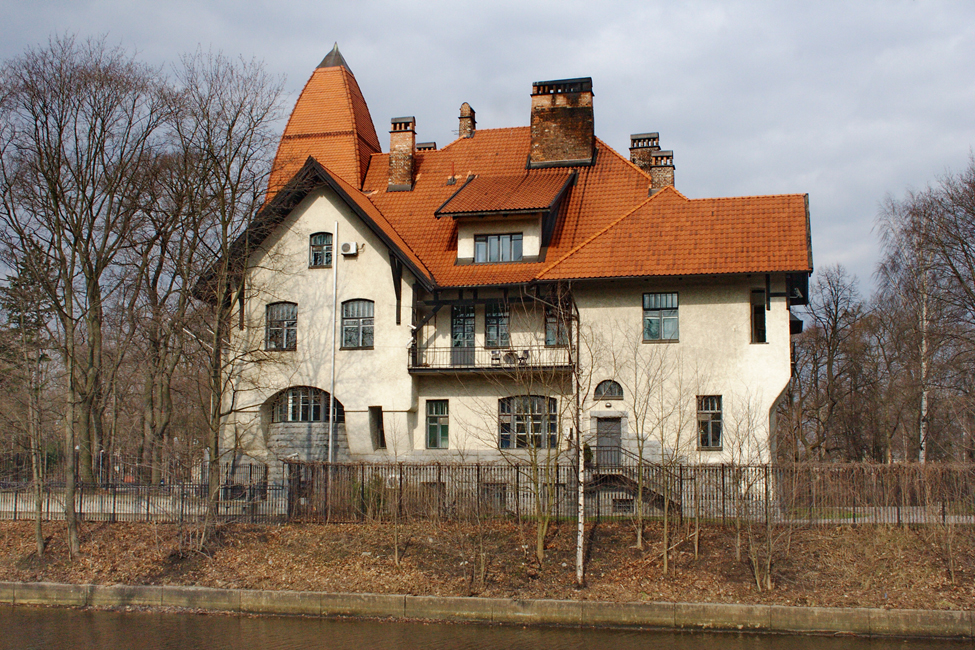
Willa Edwarda Follenweidera, typowy przykład secesyjnej architektury wyspy po zniesieniu ograniczeń zabudowy w końcu XIX w.

W 1895 r. właściciele gruntów na Wyspie Kamiennej otrzymali zgodę cara na ich sprzedaż lub na wznoszenie, już bez ograniczeń, dacz i miejskich rezydencji. Doprowadziło to do powstania w kolejnych latach szeregu podobnych budynków. Powstały m.in. eklektyczny dom Marii Kuguszewej (1895), secesyjna willa Hauswald, neogotycka willa Marii Klejnmichel (pocz. XX w.), neoklasycystyczna willa Aleksandra Połowcowa (1912-1916), neoklasycystyczny dom Władimira Biechtieriewa (1914), willa Burgafta (1913-1914),   
Po rewolucji październikowej wszystkie dacze i rezydencje na Wyspie Kamiennej zostały znacjonalizowane. W 1920 r. radzieckie władze miasta ogłosiły, iż wyspa zostanie zamieniona w przestrzeń wypoczynkową i sanatoryjną dla robotników, pierwszą taką w kraju. Nadano jej również nową nazwę Wyspy Ludzi Pracy (Ostrow Trudiaszczychsja). 20 czerwca 1920 r. z okazji otwarcia sanatoriów i domów wypoczynkowych na wyspie odbyła się uroczystość z inscenizacją rewolucyjną pt. Blokada Rosji (Błokada Rossii). Miesiąc później odnowioną wyspę odwiedził osobiście Lenin.
Wyspa zachowała charakter wypoczynkowy, znaczną część jej powierzchni zajmuje park Tichij Otdych. W latach 70. i 80. zniszczono część historycznych budynków na niej w związku z budową nowych dacz dla członków radzieckiego rządu.   